# 232 v. Chr.
Portal Geschichte | Portal Biografien | Aktuelle Ereignisse | Jahreskalender | Tagesartikel

◄ |
4. Jahrhundert v. Chr. |
3. Jahrhundert v. Chr. |
2. Jahrhundert v. Chr. |
►

◄ | 250er v. Chr. | 240er v. Chr. | 230er v. Chr. | 220er v. Chr. |
210er v. Chr. |
►

◄◄ | ◄ | 235 v. Chr. | 234 v. Chr. | 233 v. Chr. | 232 v. Chr. |
231 v. Chr. |
230 v. Chr. |
229 v. Chr. |
► |
►►
Staatsoberhäupter

## Ereignisse

### Politik und Weltgeschehen

#### Westliches Mittelmeer
Der römische Volkstribun ordnet die Aufteilung des Ager Gallicus um Rimini unter die Plebejer an (Lex Flaminia de agro Gallico et Piceno viritim dividundo).

#### Östliches Mittelmeer
Die Bewohner der von Demetrios II. von Makedonien verwüsteten aitolischen Stadt Pleuron bauen etwas weiter westlich eine neue Stadt unter gleichem Namen auf.
Nach dem Tod des Königs Alexander II. von Epirus (historische Region) (um 245 v. Chr.?) kommt es dort zu Wirren. Es regieren nacheinander Alexanders Söhne Pyrrhos II. und Ptolemaios, die unter dem Einfluss ihrer Mutter, Olympias II., stehen. Pyrrhus und wohl auch Ptolemaios fallen Mordanschlägen zum Opfer, Pyrrhos’ Tochter Nereis heiratet Gelon II. von Syrakus, ihre Schwester Deidameia wird (um 232 v. Chr.) im Artemistempel ermordet. Die Epiroten errichten daraufhin einen Bund, geraten aber gegen ihre Nachbarn in die Defensive. 

#### Asien
Seleukos II., König des Seleukidenreiches, versucht vergeblich, die Provinz Parthien von den Parthern zurückzuerobern.
Nach dem Tod von Ashoka wird sein Enkel Dasaratha König des Maurya-Reiches in Indien.

### Wissenschaft und Technik

Chrysippos

Chrysippos von Soloi wird als Nachfolger von Kleanthes Leiter der griechischen Stoa.

## Geboren
- Xiang Yu, chinesischer General und Herrscher († 202 v. Chr.)

## Gestorben
- Ashoka, König des indischen Maurya-Reiches (* 304 v. Chr.)